# 清水絵美
清水 絵美（しみず えみ、1990年12月21日 - ）は、日本の元カーリング選手。中部電力カーリング部所属。中部電力用地部勤務。

## 経歴
長野県北佐久郡軽井沢町出身。3歳で初めて氷に乗る。7歳の時に軽井沢町で行われた1998年長野オリンピックカーリング競技の大会ボランティアを父が務めたこともあり、10歳だった兄・清水徹郎と共に試合を観戦し、本格的に競技を始める。
2009年、市川美余、藤澤五月、佐藤美幸とともに同年創部された中部電力カーリング部のメンバーとなる。
市川美余の引退後はサードのポジションを引き継ぎ、主将としてもチームを引っ張った。
2017年にリザーブのポジションとなり、2018年に現役を引退。現在はチームのマネージャーを務めている（ただし、大会では現在もリザーブとして登録されることがある）。

## 人物・プレースタイル
- 特技は人の顔と名前を覚えること[4]。
- 好きな食べ物は白米と鶏のから揚げ[4]。
- SC軽井沢クラブに所属する兄・清水徹郎[5]、軽井沢CCに所属する弟・清水芳郎[6]はどちらもカーリング選手である。
- 現役時代は力強いスイープが持ち味で、安定感のあるショットを課題として挙げていた[7]。

## 成績

### 日本代表
- 世界女子カーリング選手権（7位／2013年）
- パシフィックアジアカーリング選手権（2位／2012年、4位／2011年）

### クラブチーム
- 中部カーリング選手権（優勝7回／2010年 - 2015年、2017年、準優勝／2016年）
- 日本カーリング選手権（優勝5回／2011年 - 2014年、2017年、3位2回／2010年、2018年、6位／2015年）
- 日本ジュニアカーリング選手権大会（優勝／2005年、準優勝3回／2004年、2005年、2006年、3位／2003年）

## チーム

### 4人制女子
| シーズン | スキップ     | サード       | セカンド     | リード     | リザーブ   | 主な大会           |
| -------- | ------------ | ------------ | ------------ | ---------- | ---------- | ------------------ |
| 2004–05  | 山浦麻葉 (s) | 松村綾音     | 清水絵美     | 丸山真澄   | 菱田優子   | JCC 2005           |
| 2006–07  | 松村綾音 (s) | 菱田優子     | 清水絵美     | 丸山真澄   | 土屋海     | JCC 2007           |
| 2008–09  | 松村綾音 (s) | 菱田優子     | 清水絵美     | 丸山真澄   | 吉池由里子 | JCC 2009           |
| 2009–10  | 藤澤五月 (s) | 市川美余     | 清水絵美     | 佐藤美幸   |            | JCC 2010           |
| 2010–11  | 藤澤五月 (s) | 市川美余     | 清水絵美     | 佐藤美幸   | 土屋由加子 | JCC 2011           |
| 2011–12  | 藤澤五月 (s) | 市川美余     | 清水絵美     | 佐藤美幸   | 松村千秋   | PACC 2011          |
| 2012–13  | 藤澤五月 (s) | 市川美余     | 清水絵美     | 松村千秋   | 佐藤美幸   | WWCC 2013          |
| 2013–14  | 藤澤五月 (s) | 市川美余     | 松村千秋     | 清水絵美   | 佐藤美幸   | JCC 2014           |
| 2014–15  | 藤澤五月 (s) | 清水絵美     | 松村千秋     | 北澤育恵   | 石郷岡葉純 | JCC 2015           |
| 2015–16  | 清水絵美     | 松村千秋 (s) | 石郷岡葉純   | 北澤育恵   |            | KICC 2015          |
| 2016–17  | 松村千秋 (s) | 清水絵美     | 北澤育恵     | 石郷岡葉純 | 中嶋星奈   | JCC 2017           |
| 2017–18  | 松村千秋 (s) | 北澤育恵     | 中嶋星奈     | 石郷岡葉純 | 清水絵美   | JCC 2018           |
| 2018–19  | 北澤育恵     | 松村千秋     | 中嶋星奈 (s) | 石郷岡葉純 | 清水絵美   | JCC 2019,WWCC 2019 |
| 2019–20  | 北澤育恵     | 松村千秋     | 中嶋星奈 (s) | 石郷岡葉純 | 清水絵美   | PACC 2019          |

(s)…スキップ